# Funtumia africana
Funtumia africana is een plantensoort uit de maagdenpalmfamilie (Apocynaceae). Het is een boom met een smalle kroon. De boom kan tot 30 meter hoog worden, maar is meestal lager. De slanke, cilindrische stam kan een diameter van maximaal 50 centimeter hebben en wordt soms ondersteund door plankwortels. De gladde schors is groenachtig bruin tot grijs van kleur. De kale leerachtige bladeren zijn elliptisch tot ovaal van vorm. De geurige bloemen zijn crèmekleurig tot geel en de vruchten hebben een grijze tot bruine kleur. De soort staat op de Rode Lijst van de IUCN geklasseerd als 'niet bedreigd'.
De soort komt voor in tropisch Afrika, van Senegal in het westen tot in Kenia en Oeganda in het oosten en verder tot in Mozambique en Zimbabwe in het zuiden. De plant groeit zowel in bladverliezende als groenblijvende bossen, en maakt meestal onderdeel uit van de ondergroei onder het bladerdak. De boom wordt ook vaak aangetroffen in secundaire bossen. 
Delen van de boom worden in het wild geoogst voor lokaal gebruik als medicijn. Zo worden de wortels gestampt en vermengd met palmwijn en water om daarmee urine-incontinentie te behandelen. De bladeren worden gedroogd en verpulverd om brandwonden te behandelen. Verder komt er bij verwonding van de schors een overvloedige hoeveelheid latex vrij met een lijmachtige textuur. Deze latex heeft in tegenstelling tot de nauw verwante Funtumia elastica geen rubber van hoge kwaliteit. Wel wordt de latex gebruikt als versnijdingsmiddel, maar dit levert slechts waardeloze rubber op.
Het witte hout is zacht is gemakkelijk te bewerken en wordt alom gebruikt voor snijwerk en voor het maken van voorwerpen zoals krukken en houten schalen. Verder wordt het hout ook gebruikt als brandstof.